# Astragalus calycosus
{{Ficha de taxón
| name = Astragalus calycosus
| image = Astragalus calycosus var calycosus 5.jpg
| image_width = 
| image_caption =  
| status = 
| regnum = Plantae
| divisio = Magnoliophyta
| classis = Magnoliopsida
| subclassis = Rosidae
| ordo = Fabales
| familia = Fabaceae
| subfamilia = Faboideae
| tribus = Galegeae
| genus = Astragalus
| sectio = 
| species = A. calycosus
| binomial = Astragalus calycosus
| binomial_authority =  Torr. ex S.Watson, 1871
| synonyms = 
}
Astragalus calycosus es una  especie de planta herbácea perteneciente a la familia de las leguminosas. Se encuentra en Estados Unidos.

## Descripción
Es una planta perenne tomentosa con la hoja de 1-7 cm de longitud, con 1 - 7 folíolos,  por lo general con 3, elípticos a obovados. La inflorescencia con 1-8 flores, con pétalos de color blanco a morado brillante.

## Distribución
Es una planta herbácea perennifolia que se encuentra en  las zonas rocosas, en matorrales de artemisa en los bosques de pinos, a una altitud de 1500-3550 metros al  este de Sierra Nevada,desde California a Idaho y Wyoming.

## Taxonomía
Astragalus calycosus fue descrita por  Sereno Watson y publicado en United States Geological Expolration of the Fortieth Parallel Vol. 5, Botany 66–67, pl. 10, f. 4–7, en el año 1871.
Citología
El número cromosomático es de 2 n = 22.
Variedades aceptadas
- Astragalus calycosus var. mancus (Rydb.) Barneby
- Astragalus calycosus var. monophyllidius (Rydb.) Barneby
- Astragalus calycosus var. scaposus (A.Gray) M.E.Jones

Etimología
Astragalus: nombre genérico derivado del griego clásico άστράγαλος y luego del Latín astrăgălus aplicado ya en la antigüedad, entre otras cosas, a algunas plantas de la familia Fabaceae, debido a la forma cúbica de sus semillas parecidas a un hueso del pie.
calycosus: epíteto latíno que significa  "con cáliz notable".
Sinonimia
- Astragalus brevicaulis A.Nelson
- Hamosa calycosa (Torr.) Rydb.
- Tragacantha calycosa (Torr.) Kuntze[6]